# 게리 쿠퍼
게리 쿠퍼(영어: Gary Cooper, 본명: 프랭크 제임스 쿠퍼 영어: Frank James Cooper, 1901년 5월 7일 ~ 1961년 5월 13일)는 미국의 배우이다. 경력을 1925년에서 1960년까지, 35년에 걸쳐 이어갔으며, 84편의 영화에서 주인공 역을 분했다. 그는 무성 영화 시대의 종말까지 주요 영화 배우였다.

## 생애

### 생애 초반
프랭크 제임스 쿠퍼는 1901년 5월 7일, 몬태나주 헬레나에서 태어났다. 부모님은 모두 잉글랜드계로 아이오와 대학에서 공부를 했지만, 졸업하지 못했고 부모가 가지고 있는 목장에서 일을 하면서 신문에 만화를 그린다. 부모가 로스앤젤레스로 옮겨가면서 함께 이사를 한다.
로스앤젤레스에서는 세일즈맨 등의 업무에 종사를 했지만 오래하지는 못했다. 그러나 191cm의 장신의 장점을 살려 1924년 무렵부터 서부 영화에 엑스트라로 출연을 시작하였고 배우를 지망하게 된다.

### 경력
1925년 이름을 게리 쿠퍼로 바꾸고, 1926년 《몽상의 낙원》'에서 본격적으로 영화에 데뷔했다. 비중이 작은 역에 출연했지만, 이 영화를 본 패러마운트 영화제작 본부장은 "이 남자는 뒤에서 방향에 서 있는 것만으로 여성 팬들의 마음을 사로잡는다"라고 전망을 하고 그와 계약했다.
1929년 《버지니안》에서 서부극 스타로서의 지위를 확립한다. 그리고 이듬해, 마를레네 디트리히과 같이 연기한 《모로코》에서 세계적인 대스타의 반열에 동참을 한다. 또한 1936년 《디즈 씨 도시에 가다!》(Mr. Deeds Goes to Town)로 아카데미 남우주연상에 지명되는 등 순조롭게 경력을 쌓아 갔다. 또한 영화관 주인들이 선출하는 스타 베스트 텐에서 1937년부터 1957년까지 21년간 랭크되었다.
한편, 1939년 히트했던 《바람과 함께 사라지다》의 레트 버틀러 역을 제안 받았지만, 거절을 했다. 또한 앨프리드 히치콕은 1940년 《해외 특파원》과 1942년 《사보타주》에 쿠퍼가 출연하기를 원했지만, 당시 범죄는 통속적인 것으로 간주하고 있었기 때문에 이것도 거절을 했다. 그러나 공개된 《해외 특파원》을 보았던 쿠퍼는 제안을 받아들였으면 좋았었다고 후회했다고 한다.
1941년, 전기 영화 《요크 상사》로 아카데미 남우주연상을 획득한다. 이듬해 《타격왕》에서 다시 아카데미 남우주연상에 노미네이트된다. 1952년에는 《하이 눈》에서 두 번째 아카데미 남우주연상을 획득한다. 1960년 아카데미 명예상을 받게 되었다.
1933년 전여배우 샌드라 쇼와 결혼하고 외동딸 머리아 쿠퍼(화가, 피아니스트 바이런 제니스의 부인)를 낳았다. 1949년에는 '마천루'에서 공연한 여배우 퍼트리샤 닐과 교제가 발각되어 잠시 아내와 별거했다. 쿠퍼와 퍼트리샤는 3년간 불륜 관계에 있었다. 그녀는 임신을 했지만, 쿠퍼의 아내는 천주교도이므로 이혼에 응하지 않았고 아이를 낙태할 수 밖에 없었다. 나중에 그것이 표면화되어 큰 스캔들이 되었다. 이후 두 사람은 헤어졌다.
1961년 5월 13일, 그의 나이 60세에 전립선암으로 사망했다.

## 출연 작품
- 1926년
  - 《몽상의 낙원》(The Winning of Barbara Worth)
- 1927년
  - 《인》(IT)
  - 《아기 엄마》(Children of Divorce)
  - 《애리조나 천지》(Arizona Bound)
  - 《날개》(Wings)
  - 《네바다》(Nevada)
  - 《따님 마적》(The Last Outlaw)
- 1930년
  - 《모로코》(Morocco)
- 1932년
  - 《무기여 잘 있거라》(A Farewell to Arms)
- 1933년
  - 《이상한 나라의 앨리스》(Alice in Wonderland)
- 1936년
  - 《디즈씨 도시에 가다》 (Mr. Deeds Goes to Town)
- 1938년
  - 《마르코 폴로의 모험》(The Adventures of Marco Polo)
  - 《푸른 수염 여덟 번째 아내》(Bluebeard 's Eighth Wife)
  - 《목동과 부인》(The Cowboy and the Lady)
- 1941년
  - 《인구》 -Meet John Doe
  - 《요크 상사》 -Sergeant York
  - 《교수와 미녀》 -Ball of Fire
- 1942년
  - 《양키스의 자존심》 -The Pride of the Yankees
- 1943년
  - 《누구를 위하여 종은 울리나》(For Whom the Bell Tolls)
- 1947년
  - 《정복되지 않은 사람》(Unconquered)
  - 《할리우드 앨범》'(Variety Girl)
- 1949년
  - 《마천루》'(The Fountainhead)
- 1952년
  - 《하이눈》(High Noon)
- 1954년
  - 《악의 꽃》(Garden of Evil)
  - 《베라 크루즈》(Vera Cruz)
- 1956년
  - 《우정있는 설복》(Friendly Persuasion)
- 1957년
  - 《하오의 연정》(Love In The Afternoon)
- 1961년
  - 《6년만의 의혹》(The Naked Edge)